# Distretto di Betul
Il distretto di Betul è un distretto del Madhya Pradesh, in India, di 1 394 421 abitanti. È situato nella divisione di Hoshangabad dopo che fino al 2008 aveva fatto parte della divisione di Bhopal e il suo capoluogo è Betul e la città più popolata è Sarni.